# Jack Cowan
Jack Cowan   (Vancouver, 6 de juny de 1927 - valor desconegut, 10 de desembre de 2000) és un exfutbolista canadenc de la dècada de 1950.
Pel que fa a clubs, destacà al Dundee escocès. Al Canadà jugà a Vancouver City FC.
Trajectòria:
- 1947-1949: St. Saviours / Vancouver City FC
- 1949-1954: Dundee
- 1954-1956: Vancouver City FC / Hale-Co FC